# イーサン・ロバーツ
イーサン・マイケル・ロバーツ（Ethan Michael Roberts, 1997年7月4日 - ）は、アメリカ合衆国テネシー州ホワイト郡スパータ出身のプロ野球選手（投手）。右投右打。MLBのシカゴ・カブス所属。

## 経歴
2018年のMLBドラフト4巡目（全体128位）でシカゴ・カブスから指名され、プロ入り。契約後、傘下のA-級ユージーン・エメラルズでプロデビュー。14試合に登板して防御率5.40、13奪三振を記録した。
2019年はA+級マートルビーチ・ペリカンズとAA級テネシー・スモーキーズでプレーし、2球団合計で41試合に登板して4勝5敗13セーブ、防御率2.59、54奪三振を記録した。
2020年はCOVID-19の影響でマイナーリーグの試合が開催されなかったため、公式戦の登板は無かった。
2021年はAA級テネシーとAAA級アイオワ・カブスでプレーし、2球団合計で39試合に登板して4勝2敗4セーブ、防御率3.00、72奪三振を記録した。オフの11月19日にルール・ファイブ・ドラフトでの流出を防ぐために40人枠入りした。
2022年は開幕をメジャーで迎え、4月9日のミルウォーキー・ブルワーズ戦でメジャーデビュー。そこから4月末までに9試合に登板していたが5月に右肩痛によって故障者リスト入りすると、更には右肘の故障によりトミー・ジョン手術を受けることになったため、60日間の故障者リストへ移行後の6月23日に同手術を受けた。
2023年はシーズンを全休した。オフの11月17日にノンテンダーFAとなったが、12月2日にマイナー契約でカブスと再契約を結んだ。
2024年6月16日にアクティブ・ロースター入りした。

## 選手としての特徴
速球に加え、スライダーやカッターといった変化球を交えるが、それらの緩急差が少ないといった特徴がある。

## 詳細情報

### 年度別投手成績
| 年 度    | 球 団    | 登 板 | 先 発 | 完 投 | 完 封 | 無 四 球 | 勝 利 | 敗 戦 | セ 丨 ブ | ホ 丨 ル ド | 勝 率 | 打 者 | 投 球 回 | 被 安 打 | 被 本 塁 打 | 与 四 球 | 敬 遠 | 与 死 球 | 奪 三 振 | 暴 投 | ボ 丨 ク | 失 点 | 自 責 点 | 防 御 率 | W H I P |
| -------- | -------- | ----- | ----- | ----- | ----- | -------- | ----- | ----- | -------- | ----------- | ----- | ----- | -------- | -------- | ----------- | -------- | ----- | -------- | -------- | ----- | -------- | ----- | -------- | -------- | ------- |
| 2022     | CHC      | 9     | 0     | 0     | 0     | 0        | 0     | 1     | 0        | 1           | .000  | 38    | 7.2      | 10       | 3           | 6        | 0     | 1        | 9        | 0     | 0        | 7     | 7        | 8.22     | 2.09    |
| 2024     | CHC      | 21    | 0     | 0     | 0     | 0        | 1     | 1     | 0        | 1           | .500  | 118   | 26.2     | 31       | 3           | 10       | 0     | 1        | 26       | 1     | 0        | 11    | 11       | 3.71     | 1.54    |
| MLB：2年 | MLB：2年 | 30    | 0     | 0     | 0     | 0        | 1     | 2     | 0        | 2           | .333  | 156   | 34.1     | 41       | 6           | 16       | 0     | 2        | 35       | 1     | 0        | 18    | 18       | 4.72     | 1.66    |

- 2024年度シーズン終了時

### 年度別守備成績
| 年 度 | 球 団 | 守備位置 | 守備位置 | 守備位置 | 守備位置 | 守備位置 | 守備位置 |
| 年 度 | 球 団 | 試 合    | 刺 殺    | 補 殺    | 失 策    | 併 殺    | 守 備 率 |
| ----- | ----- | -------- | -------- | -------- | -------- | -------- | -------- |
| 2022  | CHC   | 9        | 0        | 1        | 0        | 0        | 1.000    |
| 2024  | CHC   | 21       | 1        | 2        | 0        | 0        | 1.000    |
| MLB   | MLB   | 30       | 1        | 3        | 0        | 0        | 1.000    |

- 2024年度シーズン終了時

### 背番号
- 21（2022年）
- 39（2024年 - ）